# 43881 Серрето
43881 Серрето (43881 Cerreto) — астероїд головного поясу, відкритий 25 лютого 1995 року.
Тіссеранів параметр щодо Юпітера — 3,484.